# الألعاب الآسيوية البارالمبية 2010
الألعاب الآسيوية البارالمبية 2010، والمعروفة أيضًا باسم دورة الألعاب البارالمبية الآسيوية الأولى، كانت حدثًا رياضيًا موازيًا للرياضيين الآسيويين ذوي الإعاقة أقيمت في قوانغتشو، الصين. بعد أسبوعين من اختتام دورة الألعاب الآسيوية السادسة عشرة، افتتحت في 12 ديسمبر/كانون الأول وأغلقت في 19 ديسمبر/كانون الأول 2010.
شارك حوالي 2500 رياضي من 45 دولة آسيوية في 341 حدثًا في 19 رياضة. وافتتح نائب رئيس مجلس الدولة الصيني لي كه تشيانغ الألعاب في ملعب قوانغدونغ الأوليمبي.
وتصدرت الصين قائمة الدول التي حصلت على الميداليات، تلتها كوريا الجنوبية في المركز الثاني واليابان في المركز الثالث. حُطم 17 رقمًا قياسيًا عالميًا و82 رقمًا قياسيًا آسيويًا خلالها.

## المدينة المضيفة
نجحت دورة الألعاب البارالمبية الآسيوية في نجاح دورة ألعاب فيسبيك، والتي حلت هيئتها الحاكمة اتحاد فيسبيك خلال النسخة الأخيرة في عام 2006 في كوالالمبور، ماليزيا بعد الاندماج مع المجلس البارالمبي الآسيوي ليصبح اللجنة البارالمبية الآسيوية.
في الأول من يوليو عام 2004، اختار المجلس الأولمبي الآسيوي مدينة قوانغتشو لاستضافة دورة الألعاب الآسيوية 2010، وذلك في اجتماع الجمعية العامة الثالث والعشرين الذي عقد في الدوحة، قطر ، حيث كانت قوانغتشو هي المتقدم الوحيد لاستضافة هذا الحدث. عقدت الجمعية العمومية لاتحاد فيسبيك في 28 نوفمبر 2006 في المدينة المضيفة الأخيرة لألعاب فيسبيك واختيرت المدينة كمضيفة لدورة الألعاب البارالمبية، مما أدى إلى تقليد استضافة دورة الألعاب الآسيوية ودورة الألعاب البارالمبية في نفس المدينة.
ومع ذلك، وبما أن اللجنة البارالمبية الآسيوية قد نشأت للتو، فإنها لم توقع بعد أي اتفاق مع المجلس الأولمبي الآسيوي. ومن ثم، فإن دورة الألعاب الآسيوية البارالمبية لم تكن مدرجة بعد في عقد المدينة المضيفة لدورة الألعاب الآسيوية. أقيمت كلتا اللعبتين بشكل مستقل عن بعضهما البعض وإدارتهم من قبل لجان تنظيمية مختلفة: لجنة تنظيم الألعاب الآسيوية في قوانغتشو (GAGOC) للألعاب الآسيوية ولجنة تنظيم الألعاب الآسيوية للمعاقين في قوانغتشو (GAPGOC) للألعاب الآسيوية للمعاقين.

## التطوير والاعداد

### الأماكن
حولت أماكن المنافسة والتدريب بالإضافة إلى جميع المرافق الأخرى المستخدمة في دورة الألعاب الآسيوية السادسة عشرة لتلبية متطلبات إمكانية الوصول للأشخاص ذوي الإعاقة بالنسبة للاعبي الألعاب البارالمبية الآسيوية والمسؤولين والموظفين والجمهور.
- ملعب قوانغدونغ الأوليمبي (المكان الرئيسي) - حفل الافتتاح والختام، ألعاب القوى (ألعاب المضمار والميدان)
- ميدان الرماية في أوتي - الرماية
- صالة تيانهي للألعاب الرياضية - تنس الريشة
- صالة تشونجدا للألعاب الرياضية - بوكيا
- صالة تيانهي للبولينج - البولينج
- مضمار سباق الدراجات في قوانغتشو - مضمار سباق الدراجات
- مكان إقامة مسابقة الترياتلون في المدينة الجامعية - ركوب الدراجات (الطريق)، ألعاب القوى (الماراثون)
- ملعب هوكي أوتي - كرة قدم خماسية
- ملعب هواجونج - كرة قدم 7 لاعبين
- صالة هواجونج للألعاب الرياضية - الجودو
- صالة الألعاب الرياضية قوانغقونغ - كرة الهدف
- صالة الألعاب الرياضية الآسيوية - رفع الأثقال وتنس الطاولة
- مركز قوانغدونغ الدولي للتجديف - التجديف
- ميدان الرماية في أوتي - الرماية
- مركز أوتي للألعاب المائية - السباحة
- صالة قوانغواي الرياضية - الكرة الطائرة الجالسة
- صالة قوانغياو الرياضية - كرة السلة على الكراسي المتحركة
- صالة الألعاب الرياضية قوانغدا - مبارزة الكراسي المتحركة
- مدرسة تيانهي للتنس - تنس الكراسي المتحركة

### تتابع الشعلة
تم إشعال شعلة دورة الألعاب الآسيوية البارالمبية 2010 في 3 ديسمبر في نصب الألفية الصيني في بكين. وبعد ذلك قام نائب الرئيس شي جين بينج بإشعال المرجل الاحتفالي.
ثم سافرت الشعلة عبر ميدان السلام السماوي في 4 ديسمبر ثم عادت إلى قوانغتشو لبدء رحلة التتابع من 5 ديسمبر إلى استاد قوانغدونغ الأوليمبي في 12 ديسمبر، حيث أقيم حفل الافتتاح.
حمل الرياضيون الصينيون من ذوي الإعاقة الشعلة في ملعب قوانغدونغ الأولمبي خلال حفل افتتاح الألعاب. حمل تشين تشي الشعلة إلى الملعب، قبل أن يتم تسليمها إلى هوانغ جيهوا، وو يانكونج ، شان زيلونج، لي هيدونج، شياو جانهونغ، تشن تشن والعائلة، وكان ولاعة الشعلة هو تشانغ ليكسين وتشانغ هاي يوان .

## تسويق

### شعار
كان الشعار الرسمي مستوحى من نوافذ الزجاج الملون التقليدية Xiguan المستخدمة في قوانغتشو منذ القرن السابع عشر وهو جزء مهم من هندسة لينغنان. تُظهر الفجوات الموجودة بين الزجاج الملون صورة ظلية رياضي أثناء الحركة. يمثل التصميم العام كرم ضيافة شعب قوانغتشو وقدرة الألعاب الآسيوية لذوي الاحتياجات الخاصة على إزالة الحواجز بين الأشخاص ذوي القدرات والأشخاص ذوي الإعاقة.

### التميمة
التميمة الرسمية لدورة الألعاب الآسيوية البارالمبية الأولى هي فن فن (芬芬)، وهي عبارة عن زهرة كابوك مجسمة تنمو في مدينة قوانغتشو الصينية. تمثل التميمة القوة والفرح والحيوية للرياضيين والحركة البارالمبية الآسيوية.
كشف عن الشعار في 6 نوفمبر 2006. وعن التميمة في 6 نوفمبر 2008.

### موسيقى
اختارت اللجنة المنظمة للألعاب الآسيوية البارالمبية في قوانغتشو أغنية "阳光起航" ("Yangguang Qihang، والتي تعني الإبحار في ضوء الشمس) لتكون الأغنية الرئيسية للألعاب.

## مراسم

### مراسم الافتتاح
أقيم حفل افتتاح دورة الألعاب الآسيوية البارالمبية 2010 في الساعة 8:00 مساءً بتوقيت الصين القياسي (UTC+8) في 12 ديسمبر في الملعب الأوليمبي في قوانغدونغ. أشرف المدير العام تشو جيان وي ، مساعد مدير حفل افتتاح واختتام دورة الألعاب البارالمبية الصيفية 2008 ، على القسم الفني للحفل تحت عنوان "عالم جميل"، وشارك فيه أكثر من 4600 فنان، من بينهم 300 من ذوي الإعاقة. ووصف تشو الحفل بأنه حدث عاطفي سلط الضوء على قوة الحب والأسرة والأشخاص ذوي الإعاقة.
وحضر حفل الافتتاح نائب رئيس مجلس الدولة الصيني لي كه تشيانغ ورئيس اللجنة البارالمبية الآسيوية داتو زينل أبو زارين ورئيس اللجنة البارالمبية الدولية فيليب كرافن. وشاهد نحو 60 ألف متفرج الحفل داخل الملعب.

### حفل الختام
أقيم حفل الاختتام في الساعة الثامنة مساء يوم 19 ديسمبر في ملعب قوانغدونغ الأولمبي.

### اللجان البارالمبية الوطنية المشاركة
شارك جميع أعضاء اللجنة البارالمبية الآسيوية التي تأسست حديثاً والبالغ عددهم 41 عضواً في دورة الألعاب البارالمبية الآسيوية 2010. ولم يتأثر الرياضيون البارالمبيون الكويتيون بإيقاف اللجنة الأولمبية الدولية، وعلى عكس نظرائهم في الألعاب الآسيوية، فقد شاركوا في الألعاب تحت علمهم الوطني.
فيما يلي قائمة بجميع اللجان الوطنية المشاركة؛ ويشار إلى عدد المنافسين لكل وفد بين قوسين.
| البلدان المشاركة في الألعاب البارالمبية الآسيوية |
| --- |
| - أفغانستان (2) - البحرين (13) - بنغلاديش (11) - بروناي (10) - كمبوديا (6) - الصين (464) - هونغ كونغ (110) - الهند (101) - إندونيسيا (20) - إيران (162) - العراق (80) - اليابان (225) - الأردن (23) - كازاخستان (63) - كوريا الجنوبية (203) - الكويت (36) - قيرغيزستان (1) - لاوس (10) - لبنان (8) - ماكاو (14) - ماليزيا (115) - منغوليا (37) - مينمار (17) - نيبال (7) - عمان (6) - باكستان (35) - فلسطين (13) - الفلبين (35) - قطر (12) - السعودية (19) - سنغافورة (25) - سريلانكا (79) - سوريا (10) - تايبيه الصينية (76) - طاجيكستان (5) - تايلاند (202) - تيمور الشرقية (12) - تركمانستان (9) - الإمارات العربية المتحدة (47) - أوزبكستان (27) - فيتنام (55) |

### الرياضة
- الرماية (9)
- ألعاب القوى (120)
- ريشة الطائرة (13)
- البوتشيا (4)
- البولينغ (10)
- ركوب الدراجات (12)
- كرة القدم 5 (1)
- كرة القدم 7 (1)
- الجولبول (2)
- الجودو (12)
- رفع الأثقال (20)
- التجديف (4)
- الرماية (12)
- السباحة (81)
- تنس الطاولة (20)
- الكرة الطائرة الجالسة (2)
- كرة السلة على الكراسي المتحركة (2)
- مبارزة الكراسي المتحركة (12)
- تنس الكراسي المتحركة (4)

## جدول الميداليات
شارك في الألعاب ما مجموعه 2512 رياضيًا من 41 لجنة بارالمبية وطنية آسيوية، وتنافسوا في 19 رياضة. وفي الألعاب، حُطم 17 رقمًا قياسيًا عالميًا و82 رقمًا قياسيًا آسيويًا.
ووزع إجمالي 1020 ميدالية (341 ذهبية و338 فضية و341 برونزية). ومنح ميداليتين برونزيتين لكل حدث في مبارزة الكراسي المتحركة (باستثناء فريق المبارزة للسيدات) والجودو (باستثناء فئات 48 و57 و63 و70 كجم للسيدات). في ألعاب القوى، شارك ثلاثة رياضيين فقط في بعض الأحداث، وبالتالي لم تمنح الميداليات البرونزية في أربع أحداث للسيدات (دفع الجلة - F35/36، [a] 400 م – ت12، [b] 200 م – ت12 [b] و 100 م – ت12 [b] ) ورمي القرص للرجال – ف51/52/53، [c] القفز الطويل – F36، [a] 1500 م – ت11 [b] و 1500 م – ت37.[a][أ] التعادل في المركز الثاني في مسابقة القفز العالي للرجال – فئة F42[c] يعني أنه تم منح ميداليتين فضيتين؛ وفي هذا الحدث، فاز الرياضيون الصينيون بجميع الميداليات. في رياضة الريشة الطائرة ، نظرًا لمشاركة ثلاث لاعبات فقط في حدث فردي السيدات BMSTL2،[d] لم تمنح أي ميدالية برونزية. شاركت رياضيتان فقط في منافسات السيدات − 82.50 حدث رفع الأثقال كجم، لذلك لم يتم منح أي ميدالية برونزية. وفي كرة السلة للسيدات على الكراسي المتحركة ، شاركت ثلاثة فرق فقط ولم يتم منح أي ميدالية برونزية.
 
  *   البلد المضيف ( الصين)
| المرتبة | NPC                            | ذهبية | فضية | برونزية | المجموع |
| ------- | ------------------------------ | ----- | ---- | ------- | ------- |
| 1       | الصين (CHN)*                   | 185   | 118  | 88      | 391     |
| 2       | اليابان (JPN)                  | 32    | 39   | 32      | 103     |
| 3       | كوريا الجنوبية (KOR)           | 27    | 43   | 33      | 103     |
| 4       | إيران (IRI)                    | 27    | 24   | 29      | 80      |
| 5       | تايلاند (THA)                  | 20    | 34   | 39      | 93      |
| 6       | ماليزيا (MAS)                  | 9     | 8    | 20      | 37      |
| 7       | العراق (IRQ)                   | 9     | 5    | 6       | 20      |
| 8       | تايبيه الصينية (TPE)           | 8     | 7    | 11      | 26      |
| 9       | هونغ كونغ (HKG)                | 5     | 9    | 14      | 28      |
| 10      | الإمارات العربية المتحدة (UAE) | 4     | 6    | 1       | 11      |
| 11      | فيتنام (VIE)                   | 3     | 4    | 10      | 17      |
| 12      | الأردن (JOR)                   | 3     | 0    | 2       | 5       |
| 13      | باكستان (PAK)                  | 2     | 1    | 1       | 4       |
| 14      | إندونيسيا (INA)                | 1     | 5    | 5       | 11      |
| 15      | الهند (IND)                    | 1     | 4    | 9       | 14      |
| 16      | السعودية (KSA)                 | 1     | 4    | 1       | 6       |
| 17      | سريلانكا (SRI)                 | 1     | 2    | 6       | 9       |
| 18      | أوزبكستان (UZB)                | 1     | 2    | 3       | 6       |
| 19      | البحرين (BHR)                  | 1     | 2    | 0       | 3       |
| 20      | فلسطين (PLE)                   | 1     | 0    | 1       | 2       |
| 21      | الفلبين (PHI)                  | 0     | 4    | 3       | 7       |
| 21      | سوريا (SYR)                    | 0     | 4    | 3       | 7       |
| 23      | كازاخستان (KAZ)                | 0     | 2    | 5       | 7       |
| 24      | منغوليا (MGL)                  | 0     | 2    | 3       | 5       |
| 25      | بروناي (BRU)                   | 0     | 2    | 2       | 4       |
| 26      | الكويت (KUW)                   | 0     | 1    | 2       | 3       |
| 27      | لبنان (LIB)                    | 0     | 1    | 1       | 2       |
| 28      | سنغافورة (SIN)                 | 0     | 0    | 4       | 4       |
| 29      | تركمانستان (TKM)               | 0     | 0    | 2       | 2       |
| 30      | قطر (QAT)                      | 0     | 0    | 1       | 1       |
| 30      | مينمار (MYA)                   | 0     | 0    | 1       | 1       |
| المجموع | المجموع                        | 341   | 333  | 338     | 1012    |

ملحوظات
- a  "T" بالإضافة إلى رقم يشير إلى تصنيف على المضمار، و "F" بالإضافة إلى رقم يشير إلى تصنيف في الميدان. تشمل الفئات من 32 إلى 38 الرياضيين الذين يعانون من مستويات مختلفة من الشلل الدماغي – سواء للرياضيين الذين يستخدمون الكراسي المتحركة (32–34) أو الذين يستطيعون المشي (35–38).[28]
- b  تشمل الفئات 11، 12 و13 مستويات مختلفة من الإعاقة البصرية.[28]
- c  تشمل الفئات من 40 إلى 46 الرياضيين القادرين على المشي والذين لديهم مستويات مختلفة من البتر.[28]
- d  هذه الفئة تغطي لاعبي الريشة الطائرة الذين يستطيعون المشي ولكن لديهم إعاقات متوسطة في الساقين.[29]
- "جميع الرياضات – الترتيب النهائي للميداليات". gzapg2010.cn (الموقع الرسمي للألعاب). اللجنة المنظمة للألعاب الآسيوية البارالمبية 2010 في قوانغتشو. مؤرشف من الأصل في 2010-12-16. اطلع عليه بتاريخ 2011-05-20.

## روابط خارجية
- الموقع الرسمي (بالإنجليزية)
- اللجنة البارالمبية الدولية